# Djebel Bouramli
Le djebel Bouramli (arabe : جبل بورملي) est une montagne située dans le gouvernorat de Gafsa, au Sud-Ouest de la Tunisie.
Il est au centre d'une réserve naturelle créée en 1993 et couvrant une superficie de cinquante hectares.